# 五氰基环戊二烯
五氰基环戊二烯是环戊二烯的五氰基衍生物，化学式为C5H(CN)5.它所对应的阴离子为C5(CN)5−。和其它含C5环的阴离子相比，它于金属键合在氰基上，而不是C5环上。其阴离子最初由Webster于1960年代发现，其共轭酸后来被发现。近期，Wright发现了它有广阔的配位化学性质。